# Гянджинский договор
Гянджинский договор — договор между Российской империей и Афшаридами, заключён при Гяндже 21 марта 1735 года в результате переговоров между российским князем С. Д. Голицыным и персидским временным правителем Надир Кули-ханом.
Договор был заключён во время войны между Персией и Османской империей и накануне Русско-турецкой войны 1735—1739 годов. В соответствии с его условиями Россия обязывалась вернуть Персии Баку и Дербент с прилежащими землями в обмен на обязательство Персии не передавать их под власть других держав и продолжать войну с Османской империей, пока не будут отвоёваны все захваченные ею территории.
Россия и Персия обязывались не заключать сепаратный мир с Османской империей и, как указывалось в тексте договора, «за такое многое одолжение и дружбу, что учинено от стороны Российской империи, Иранское государство обещается вечно с Российскою империей пребыть в соседней дружбе, и крепко содержать российских приятелей за приятелей, а неприятелей российских за неприятелей иметь; и кто против сих двух высоких дворов войну начнет, то оба высокие двора против того неприятеля войну начать и во всех случаях друг другу помогать должны».
Кроме того, Персия подтверждала Рештский договор от 21 января 1732 года относительно «доброуставленной торговли». Указывалось также, что впредь российскому купечеству «позволено во всех гаванях, пристанях, местах и берегах приставать и товары свои, где похотят, выгружать, складывать и паки отвозить в другие места, и самим торговать без всякого принуждения, и ни от кого никакое озлобление да не учинится».
Условия Гянджинского трактата были нарушены Надир Кули-ханом, который в конце 1735 года начал сепаратные переговоры с Османской империей и заключил с ней мир в 1736 году.